# Šmarješke Toplice
Šmarješke Toplice là một khu tự quản ở Hạ Carniola ở đông nam của Slovenia. Khu tự quản này nằm trong vùng thống kê Jugovzhodna. Šmarješke Toplice có diện tích km2, dân số là người (năm). 
Nhà thờ của Šmarješke Toplice dành cho thánh Stephen và thuộc giáo xứ Šmarjeta kề bên. Đây là tòa nhà Trung cổ theo phong cách kiến trúc Baroque thế kỷ 18.